# Abenezra (inslagkrater)

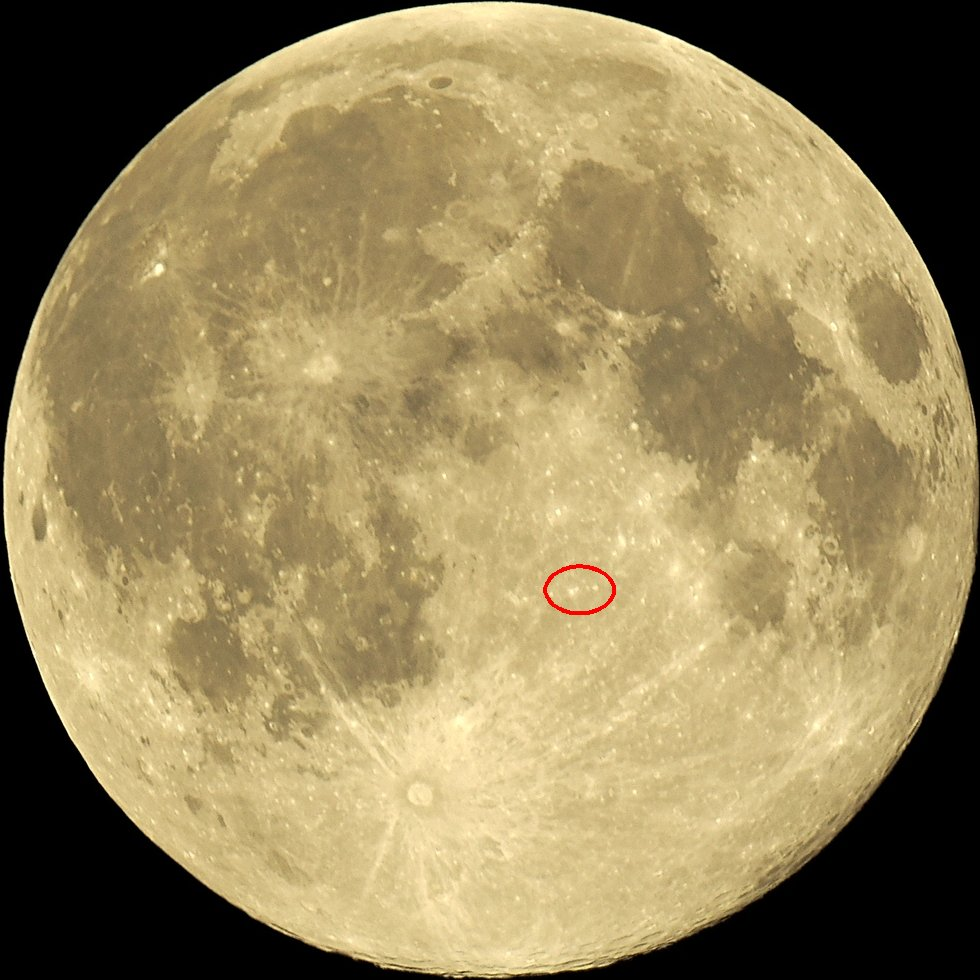
De locatie van Abenezra op de Maan

Abenezra is een inslagkrater op de naar de Aarde toegekeerde kant van de Maan.

## Beschrijving
Het kraterplan van Abenezra is licht polygonaalvormig. In de wanden komen brede puinterassen voor. Het bodem-wand contact is heuvelachtig. Op de ruwe bodem komen heuvels, koepelheuvels en vooral in het zuidoostelijk deel verschillende met valleien doorsneden ruggen voor. Krater Azophi is lichtjes door krater Abenezra ingedeukt. Abenezra overlapt voor ongeveer een derde van de diameter de krater Abenezra C, tegen de zuidwestelijke wand gelegen. Verder zuidwestwaarts ligt de traanvormige krater Abenezra A. In de lage binnenwanden van deze krater bevinden er zich puinruggen en de bodem wordt door een rug in twee delen gesneden.

## Locatie
Krater Abenezra ligt in de rotsachtige zuid-centrale hooglanden. Abenezra raakt in het zuidoosten aan de krater Azophi. In het noordoosten ligt de krater Geber en verder in het zuidoosten ligt de grotere krater Sacrobosco.

## Naamgeving
De krater werd genoemd naar de rabbijn Abraham Ibn Ezra. De benaming werd gegeven door Giovanni Battista Riccioli. Eerder gaf Michael van Langren aan deze krater de naam Schyrlei.

## Satellietkraters
| Abenezra | Breedtegraad | Lengtegraad | Doorsnede |
| -------- | ------------ | ----------- | --------- |
| A        | 22,8° ZB     | 10,5° OL    | 23 km     |
| B        | 20,8° ZB     | 10,1° OL    | 14 km     |
| C        | 21,3° ZB     | 11,1° OL    | 44 km     |
| D        | 21,7° ZB     | 9,7° OL     | 8 km      |
| E        | 21,4° ZB     | 9,4° OL     | 14 km     |
| F        | 21,5° ZB     | 10,3° OL    | 7 km      |
| G        | 20,5° ZB     | 11,0° OL    | 5 km      |
| H        | 21,1° ZB     | 12,8° OL    | 4 km      |
| J        | 19,9° ZB     | 10,7° OL    | 5 km      |
| P        | 19,9° ZB     | 9,9° OL     | 44 km     |